# Dispositivo anti-manomissione

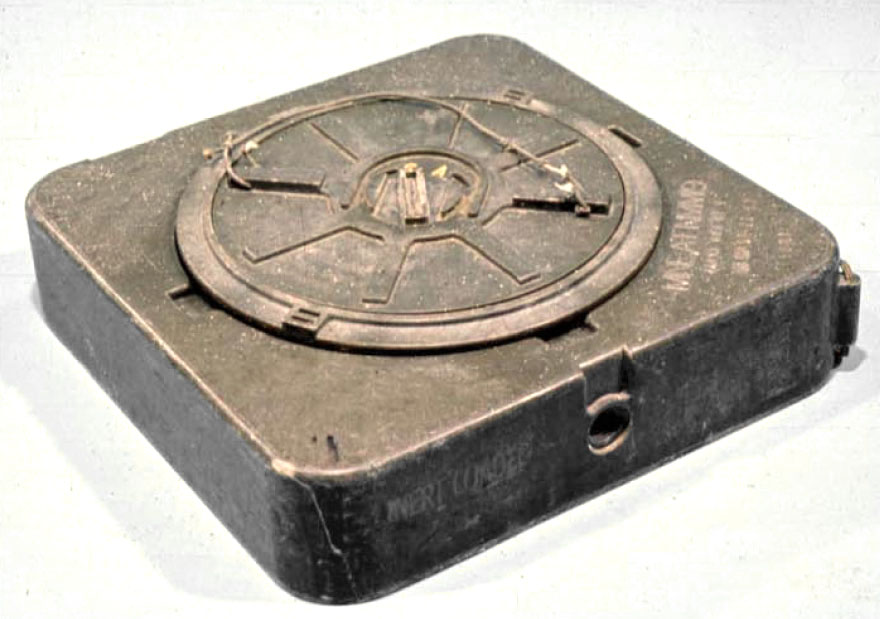
Mina anticarro M19 che mostra sul lato un ulteriore pozzetto per una spoletta anti-manomissione, ve ne è un'altra, qui non visibile, sul lato inferiore

Un dispositivo anti-manomissione è una parte aggiuntiva o integrante di una mina terrestre, ideata per evitare la manomissione. Tuttavia, un dispositivo anti-manomissione può anche essere parte integrante di alcune spolette utilizzate per altri scopi, come le bombe aeree (esempio: Mk 83), le bombe a grappolo e le mine marine.  Quando il dispositivo viene azionato, funge da innesco, facendo brillare l'ordigno. Vi è una forte sovrapposizione di trappole esplosive e di dispositivi anti-manomissione: una munizione con dispositivo anti-manomissione è dotata, a tutti gli effetti, di una trappola esplosiva.

## Storia

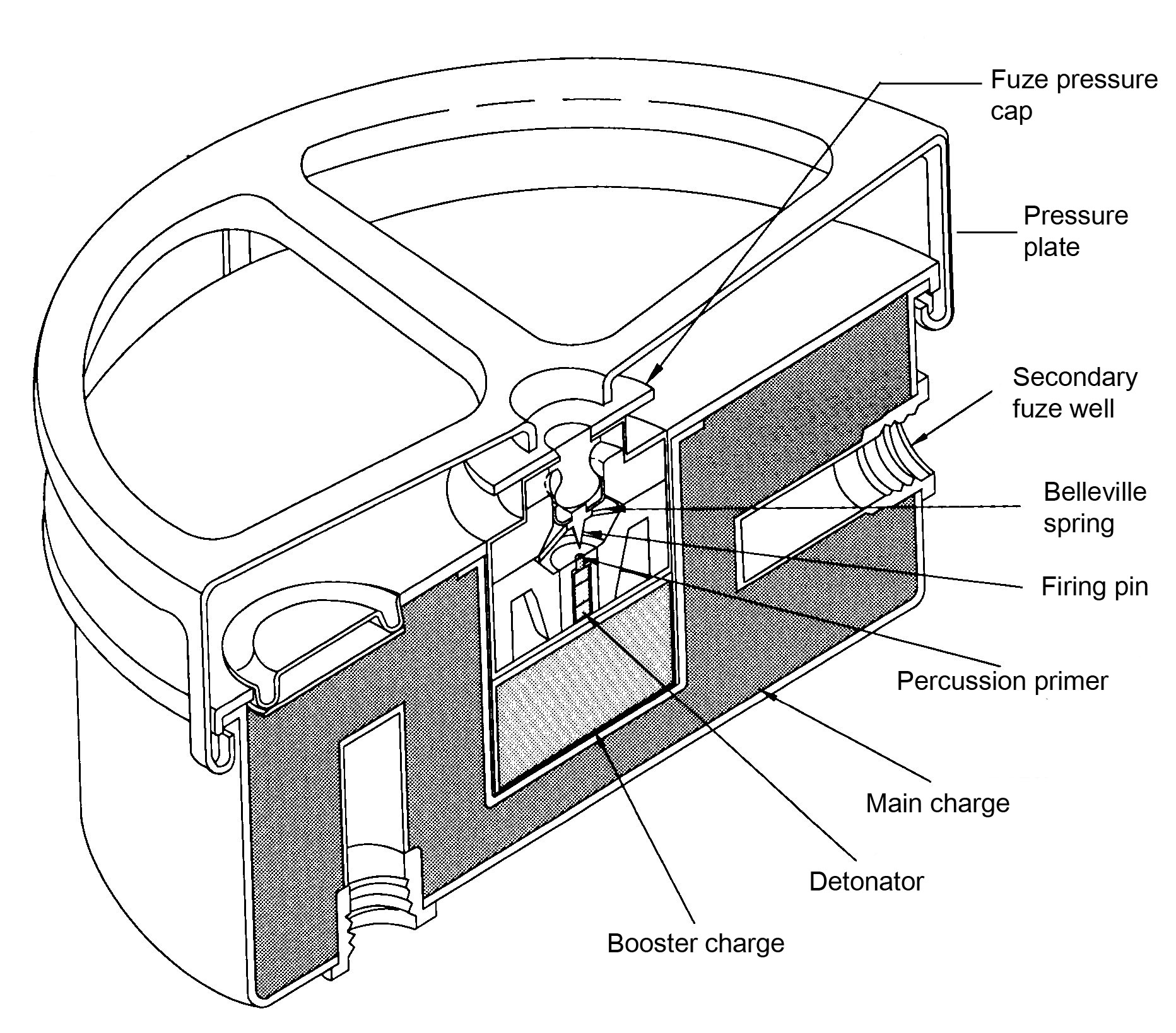
Sezione di una mina anticarro M4, versione della mina M1 dotata di due pozzetti aggiuntivi che possono accogliere fino a due dispositivi anti-manomissione

La tecnologia che incorpora i meccanismi anti-manomissione nelle spolette esiste almeno dagli anni 1940, per esempio, nella Luftwaffe erano utilizzati dei dispositivi anti-rimozione ZUS-40 usati nel Blitz di Londra. Quando una bomba ad azione ritardata, contenente una ZUS-40, viene lanciata sull'obiettivo, il massiccio impatto sul terreno libera una sferetta d'acciaio contenuta all'interno della ZUS-40, armando così la molla del percussore. Ma finché l'innesco principale rimane all'interno del suo ricettacolo, la molla non veniva rilasciata. Le ZUS-40 erano spesso montate insieme ad una spoletta di tipo 17 ad orologeria, che poteva essere fissato fino a 72 ore. Per disarmare il tipo di spoletta 17, bastava semplicemente svitare l'anello che bloccava l'innesco, rimuovendo la spoletta dalla tasca situata sul lato della bomba. Tuttavia, quando una ZUS-40 era equipaggiata con una spoletta 17, il processo di messa in sicurezza era più pericoloso. La rimozione della carica a tempo (senza neutralizzare i dispositivi anti-manomissione sottostanti) significava automaticamente attivare la protezione all'interno della ZUS-40, che attivava la capsula a percussione, causando la detonazione dell'ordigno. Questo perché la ZUS-40 era progettata per essere mimetizzata da bomba convenzionale, quindi l'artificiere non poteva essere al corrente della presenza di questo dispositivo. Altri dispositivi anti-manomissione della spoletta tedeschi della Seconda guerra mondiale includevano il modello 50 e la spoletta 50BY, normalmente montate su bombe di 250/500 kg, che contenevano un interruttore al mercurio.

## Impiego
I dispositivi anti-manomissione al livello militare vengono impiegati in due modi:
- Per evitare la cattura e il riutilizzo delle munizioni da parte delle forze nemiche.
- Per ostacolare la bonifica degli esplosivi o le operazioni di sminamento creando così deterrenza, un pericolo molto più efficace o una barriera.

I dispositivi anti-manomissione aumentano notevolmente l'impatto delle munizioni sulla popolazione civile dei luoghi in cui vengono impiegate in quanto sono facilmente attivabili. Infatti non è detto che un normale ordigno inesploso detoni se disturbato o spostato; al contrario, una mina anticarro con installato un dispositivo anti-manomissione, quasi sicuramente detona se la stessa viene sollevata o ribaltata, in quanto è progettata per questo scopo. Inoltre le munizioni dotate di dispositivo anti-manomissione incrementano la difficoltà ed i costi nelle operazioni di bonifica post-belliche.

## Classificazione dei dispositivi anti-manomissione
Sul manuale da campo dell'esercito statunitense FM 20-32 vengono classificati quattro dispositivi anti-manomissione:
- Dispositivo anti-sollevamento: è un dispositivo che avvia la detonazione quando la mina viene sollevata o estratta dalla sede nella quale si trova.
- Dispositivo anti-disturbo: è un dispositivo che avvia l'esplosione quando la mina viene sollevata, inclinata o disturbata in qualche modo, per esempio: una variante della mina VS-50 presenta un interruttore al mercurio.
- Dispositivo anti-disinnesco: è un dispositivo che avvia l'esplosione quando si tenta di rimuovere la spoletta dalla mina.
- Dispositivo anti-disarmo: è un dispositivo che avvia la detonazione quando si cerca di intervenire sul dispositivo che arma la mina nel tentativo di portarla in sicurezza.